# 1407 Lindelöf
1407 Lindelöf este un asteroid din centura principală, descoperit pe 21 noiembrie 1936, de Yrjö Väisälä.